# Feyenoord Rotterdam
Feyenoord Rotterdam este un club de fotbal din Rotterdam, Țările de Jos, care evoluează în Eredivisie. Este deținătoarea unei Cupe a Campionilor.
Fondat sub numele de Wilhelmina în 1908, clubul și-a schimbat denumirea de câteva ori înainte să ia numele cartierului în care este situat, devenind în 1912 SC Feijenoord, actualizat în 1974 în SC Feyenoord și apoi în Feyenoord în 1978, când s-a rupt de clubul de amatori SC Feyenoord aflat sub aripa sa. Din 1937, Feyenoord dispută meciurile de pe teren propriu pe Stadion Feijenoord, poreclit De Kuip („cada”), al doilea cel mai mare stadion din Țările de Jos.
Feyenoord este unul dintre cele mai de succes cluburi din fotbalul olandez, câștigând 16 titluri de campioană, 14 Cupe KNVB și 4 trofee Johan Cruyff (Super Cupa). Pe plan internațional, clubul a câștigat o Cupă a Campionilor, două Cupe UEFA și o Cupă Intercontinentală. Clubul a jucat continuu în prima divizie de fotbal olandez de când a obținut promovarea în Eerste Klasse (competiția premergătoare a Eredivisie) în 1921, de mai multe ori decât orice alt club din țară, inclusiv AFC Ajax și PSV Eindhoven.
Perioada sa cea mai reușită a fost anii 1960 și 1970, când Coen Moulijn, Willem van Hanegem și Ove Kindvall au condus clubul la șase titluri de campioană, două trofee europene și o Cupă Intercontinentală, devenind astfel primul club olandez din istorie care a câștigat ambele competiții europene. În 2002, Feyenoord a câștigat Cupa UEFA, fiind singurul club olandez învingător într-o competiție continentală în secolul XXI.
Feyenoord are o rivalitate de lungă durată cu Ajax, duelul între două echipe din cele mai mari două orașe din Țările de Jos fiind numit De Klassieker („Clasicul”).

## Palmares
| Internațional             |    |                                                                                                |
| Cupa Campionilor Europeni | 1  | 1970                                                                                           |
| Cupa UEFA                 | 2  | 1974, 2002                                                                                     |
| Cupa Intercontinentală    | 1  | 1970                                                                                           |
| Cupa Intertoto            | 3  | 1967, 1968, 1973                                                                               |
| Național                  |    |                                                                                                |
| Campion Olanda            | 16 | 1924, 1928, 1936, 1938, 1940, 1961, 1962, 1965, 1969, 1971, 1974, 1984, 1993, 1999, 2017, 2023 |
| KNVB cupa                 | 14 | 1930, 1935, 1965, 1969, 1980, 1984, 1991, 1992, 1994, 1995, 2008, 2016, 2018, 2024             |
| Olandeză Supercup         | 4  | 1991, 1999, 2017, 2018                                                                         |

## Lotul actual
La 25 iulie 2025.
| Nr. |               | Poziție | Jucător                  |
| --- | ------------- | ------- | ------------------------ |
| 1   | Țările de Jos | P       | Justin Bijlow            |
| 2   | Țările de Jos | F       | Bart Nieuwkoop           |
| 3   | Țările de Jos | F       | Thomas Beelen            |
| 4   | Coreea de Sud | M       | Hwang In-beom            |
| 5   | Țările de Jos | F       | Gijs Smal                |
| 6   | Algeria       | M       | Ramiz Zerrouki           |
| 7   | Polonia       | M       | Jakub Moder              |
| 8   | Țările de Jos | M       | Quinten Timber (căpitan) |
| 9   | Japonia       | A       | Ayase Ueda               |
| 10  | Țările de Jos | M       | Calvin Stengs            |
| 11  | Portugalia    | A       | Gonçalo Borges           |
| 14  | Brazilia      | A       | Igor Paixão              |
| 17  | Danemarca     | A       | Casper Tengstedt         |
| 18  | Austria       | F       | Gernot Trauner           |
| 19  | Argentina     | A       | Julián Carranza          |
| 20  | Costa Rica    | F       | Jeyland Mitchell         |
| 21  | Bulgaria      | P       | Plamen Andreev           |
| 22  | Germania      | P       | Timon Wellenreuther      |
| 23  | Algeria       | A       | Anis Hadj Moussa         |
| 24  | Țările de Jos | M       | Sem Steijn               |
| 25  | Surinam       | A       | Shiloh 't Zand           |

| Nr. |                   | Poziție | Jucător             |
| --- | ----------------- | ------- | ------------------- |
| 26  | Țările de Jos     | F       | Givairo Read        |
| 27  | Mali              | A       | Gaoussou Diarra     |
| 28  | Maroc             | M       | Oussama Targhalline |
| 29  | Argentina         | M       | Ezequiel Bullaude   |
| 30  | Elveția           | F       | Jordan Lotomba      |
| 31  | Mexic             | A       | Stephano Carrillo   |
| 34  | Coasta de Fildeș  | M       | Chris-Kévin Nadje   |
| 36  | Țările de Jos     | A       | Jaden Slory         |
| 37  | Țările de Jos     | A       | Aymen Sliti         |
| 39  | Republica Irlanda | P       | Liam Bossin         |
| 40  | Țările de Jos     | M       | Luciano Valente     |
| 43  | Țările de Jos     | F       | Jan Plug            |
| 47  | Țările de Jos     | M       | Thijs Kraaijeveld   |
| 55  | Țările de Jos     | F       | Sam Ringeling       |
| 56  | Țările de Jos     | A       | Fabiano Rust        |
| 68  | Țările de Jos     | A       | Jivayno Zinhagel    |
|     | Australia         | F       | Jordan Bos          |
|     | Țările de Jos     | F       | Neraysho Kasanwirjo |
|     | Belgia            | F       | Antef Tsoungui      |
|     | Japonia           | F       | Tsuyoshi Watanabe   |
|     | Slovacia          | A       | Leo Sauer           |

## Personal
| Poziție                                     |                                     |
| ------------------------------------------- | ----------------------------------- |
| Antrenor principal                          | Robin van Persie                    |
| Antrenor asistent                           | John de Wolf                        |
| Antrenor asistent                           | René Hake                           |
| Analist video și consilier personal tehnic  | Etiënne Reijnen                     |
| Șef de metodologie                          | Koen Stam                           |
| Antrenor portari                            | Jyri Nieminen                       |
| Șeful personalului medical                  | Stijn Vandenbroucke                 |
| Doctor de club                              | Joost van der Hoek                  |
| Antrenor fizic                              | Bas van Bentum                      |
| Antrenor de recuperare și antrenament fizic | Leigh Egger                         |
| Fizioterapeuți și terapeuti manuali         | Jasper van Kempen Stefan van Meenen |
| Podiatru și terapeut manual                 | Jurgen Nijenhuis                    |
| Medic de club                               | Casper van Eijck                    |
| Chirurg ortoped                             | Duncan Meuffels                     |
| Analist de performanță                      | Theodore Kastanidis                 |
| Manager de echipă                           | Frank Boer                          |
| Manager de echipament                       | Jesse de Vente                      |
| Directorul Academiei                        | Rini Coolen                         |
| Managerul Academiei                         | Raymond van Meenen                  |

## Administrație
| Nume                      | Naționalitate | Muncă                                      | Din  |
| ------------------------- | ------------- | ------------------------------------------ | ---- |
| Administrare              |               |                                            |      |
| Eric Gudde                | Țările de Jos | Managing Director                          | 2007 |
| Martin van Geel           | Țările de Jos | Director de fotbal                         | 2011 |
| Mark Koevermans           | Țările de Jos | Director comercial                         | 2009 |
| Consiliul de Supraveghere |               |                                            |      |
| Dick van Well             | Țările de Jos | Președinte                                 | 2007 |
| Jos van der Vegt          | Țările de Jos | Consiliul de Supraveghere                  | 2007 |
| Martin van Pernis         | Țările de Jos | Consiliul de Supraveghere                  | 2007 |
| Pim Blokland              | Țările de Jos | Consiliul de Supraveghere                  | 2010 |
| Graeme Rutjes             | Țările de Jos | Consiliul de Supraveghere                  | 2011 |
| Administrare              |               |                                            |      |
| Dick de Heus              | Țările de Jos | Director Comercial                         |      |
| Raymond Salamon           | Țările de Jos | Director de Marketing, Media si Comunicare |      |
| Hans Huyzer               | Țările de Jos | Managementul controler                     |      |
| Joris van Benthem         | Țările de Jos | Avocat                                     |      |
| Personal                  |               |                                            |      |
| Gido Vader                | Țările de Jos | Ofițer de presă                            |      |
| Ton Strooband             | Țările de Jos | Coordonator suporteri                      |      |

## Sponsorul cămașă și sponsor de îmbrăcăminte
| perioadă  | îmbrăcăminte   | Shirtsponsor                 |
| --------- | -------------- | ---------------------------- |
| 1969-1978 | Le Coq Sportif | geen                         |
| 1978–1982 | Adidas         | geen                         |
| 1982–1983 | Adidas/Puma    | Gouden Gids                  |
| 1983–1984 | Puma           | Gouden Gids                  |
| 1984–1987 | Puma           | Opel                         |
| 1987–1989 | hummel         | Opel                         |
| 1989–1990 | hummel         | HCS                          |
| 1990-2000 | Adidas         | Stad Rotterdam Verzekeringen |
| 2000–2004 | Kappa          | Stad Rotterdam Verzekeringen |
| 2004–2008 | Kappa          | Fortis                       |
| 2008–2009 | Kappa          | Fortis ASR                   |
| 2009–2013 | Puma           | ASR Verzekeringen            |
| 2013      | Puma           | Diergaarde Blijdorp          |
| 2013-2017 | Puma           | Opel                         |

## Faimos Feyenoord
| Nume                   | Naționalitate | Ani de la Feyenoord   |
| ---------------------- | ------------- | --------------------- |
| Gerard Meijer          | Țările de Jos | 1959/----             |
| Coen Moulijn           | Țările de Jos | 1955/1972             |
| Eddy Pieters Graafland | Țările de Jos | 1958/1970             |
| Ove Kindvall           | Suedia        | 1966/1971             |
| Willem van Hanegem     | Țările de Jos | 1968/1976 - 1981/1983 |
| Rinus Israel           | Țările de Jos | 1966/1974             |
| Johan Cruijff          | Țările de Jos | 1983/1984             |
| Pierre van Hooijdonk   | Țările de Jos | 2001/2003 - 2006/2007 |
| Cor van der Gijp       | Țările de Jos | 1956/1964             |
| John de Wolf           | Țările de Jos | 1989/1994             |
| Robin van Persie       | Țările de Jos | 1998/2004             |

## Ambasador
Din 2003, în fiecare sezon Feyenoord ambasador. Acestea sunt întotdeauna oameni celebri din Rotterdam.
| sezon      | nume                 | profesie                                 |
| ---------- | -------------------- | ---------------------------------------- |
| 2003/04    | Raemon Sluiter       | tenis                                    |
| 2004/05    | Lee Towers           | cântăreață                               |
| 2005/06    | Dennis van der Geest | DJ                                       |
| 2006/07    | Robert Eenhoorn      | baseball autocar                         |
| 2007/08    | Renate Verbaan       | prezentator, Model                       |
| 2008/heden | Gerard Meijer        | Era de 50 ani ca îngrijitor de Feyenoord |